# 川北站

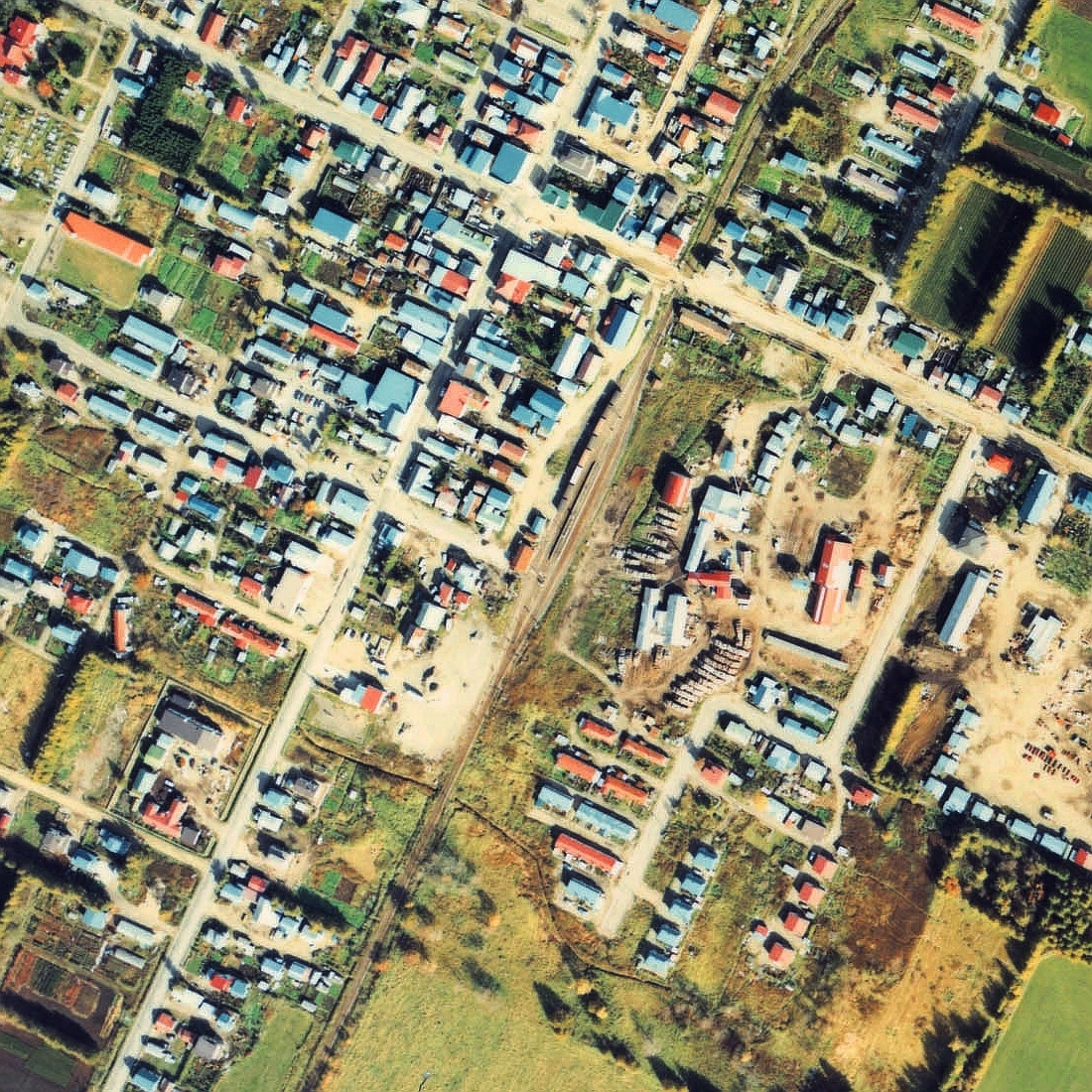
1977年的川北站與方圓約500米範圍。上方為根室標津方向。上端的本線旁邊可看見殖民軌道忠類線的路基。

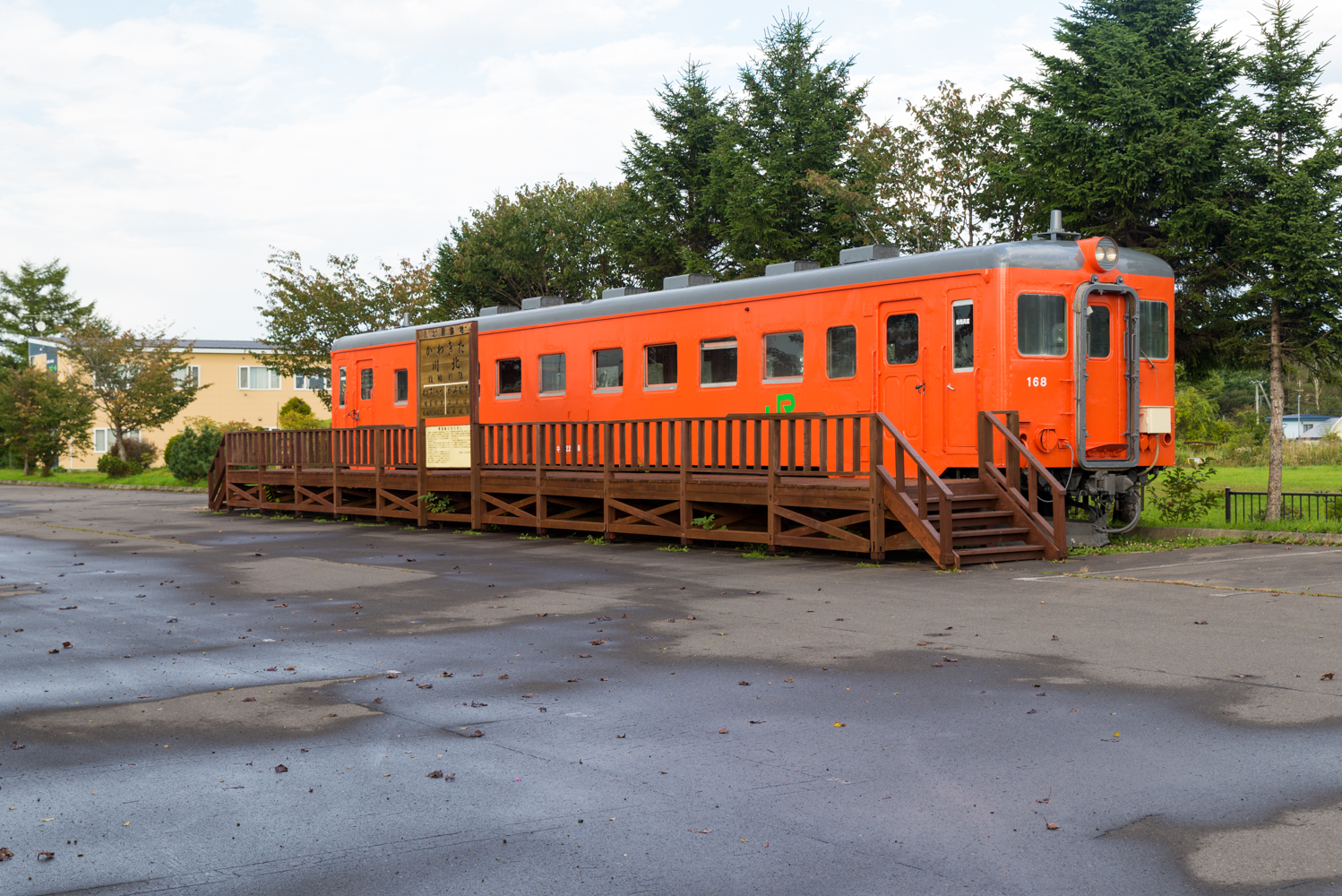
站內保存的KiHa22 168

川北站（日语：／ Kawakita eki */?）是位於北海道標津郡標津町字川北，北海道旅客鐵道（JR北海道）的標津線車站（廢站）。隨著標津線廢線，車站在1989年（平成元年）4月30日廢除。

## 歷史
- 1937年（昭和12年）10月30日 - 國有鐵道標津線川北站啟用[1]。當時為一般車站。
- 1980年（昭和55年）4月30日 - 結束處理貨物。
- 1984年（昭和59年）2月1日 - 結束處理行李。
- 1986年（昭和61年）
  - 10月23日 - 交會設備停止使用。
  - 11月1日 - 成為無人車站。
- 1987年（昭和62年）4月1日 - 伴隨國鐵分割民營化，車站由北海道旅客鐵道（JR北海道）營運。
- 1989年（平成元年）4月30日 - 標津線全線廢除，此站也廢除[1]。

### 站名的由來
車站名稱取自該處位於標津川以北。

## 車站構造
在結束處理貨物和行李前，此站設有1面2線的島式月台。靠近車站大樓一方設有1條貨物起卸線，外側設有1條留置線，當時可進行列車交會。車站大樓位於站內西邊（中標津方向的列車是在右手邊）靠近中標津一方，大樓建於地面上。車站大樓正面和月台靠近中標津一端，設有站內平交道連接。車站大樓旁靠近根室標津一方設有貨物起卸場。
在結束處理貨物和行李後，貨物起卸線和留置線均被撤走。變成只有1面2線的島式月台，仍然可進行列車交會。
後來隨著車站無人化，站內只剩下車站大樓對面的1線。截至車站廢除前，站內設有1面1線的島式月台（只使用一邊）。
在1955年前。車站大樓靠近貨物起卸線北邊，該處設有殖民軌道忠類線的停車場，路線通往標津町古多糠。

## 車站周邊
- 標津町農業協同組合
- 川北郵局
- 舊海軍標津第二航空基地遺址（川北飛行場，標津町指定文化財）
- 北海道道774號川北中標津線（日语：北海道道774号川北中標津線）
- 阿寒巴士（日语：阿寒バス）「川北」巴士站

## 現況

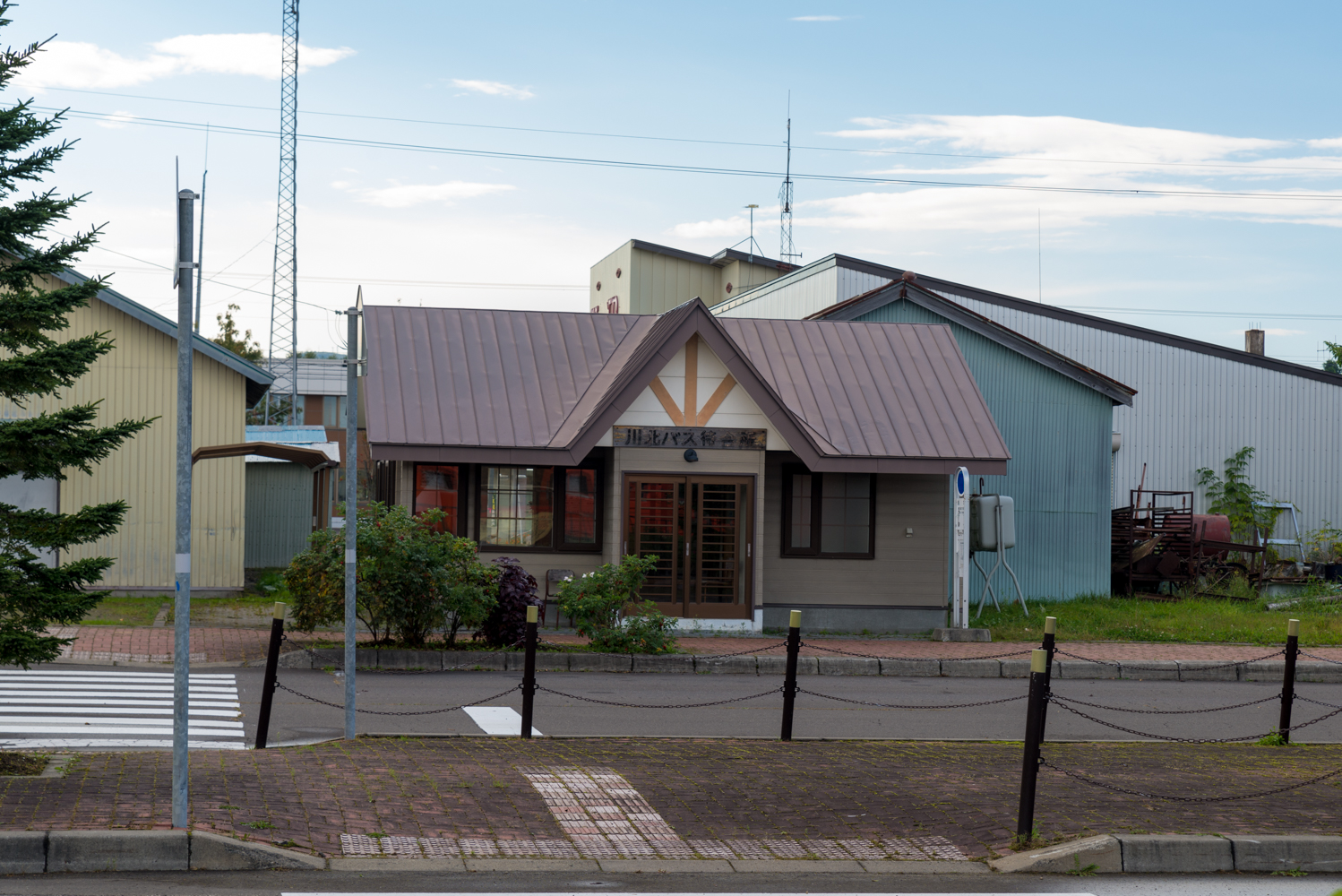
巴士站

車站現址建設了巴士候車室。現時還有一座木製月台，旁邊設置了KiHa22形柴油列車。還有木製仿站名牌。

## 相鄰車站
北海道旅客鐵道
標津線 
上武佐－川北－根室標津

## 注腳
1. 1 2  今尾惠介監修《日本鉄道旅行地図帳》1號 北海道，新潮社，2008年，p.44
2. ↑  札幌鉄道局 (编). . 北彊民族研究会. 1939: 169. NDLJP: 1029473 （日语）.